# Persona (filme)
Persona (bra: Quando Duas Mulheres Pecam ou Persona - Quando Duas Mulheres Pecam; prt: A Máscara) é um filme sueco de 1966, do gênero drama, escrito e dirigido por Ingmar Bergman.

## Enredo
Antes do início da história, equipamentos de cinema projetam várias imagens rápidas que mostram crucificação, um pênis ereto, uma aranha, trechos de uma comédia de cinema mudo (visto pela primeira vez em Prison (1949)), um homem prisioneiro em um quarto (entre personificações da Morte e do Diabo) e o abate de uma ovelha. Por último, uma cena mais longa com um menino que acorda num hospital próximo de cadáveres, lendo o livro de Michail Lermontov chamado Um herói de nosso tempo ("Vår Tids Hjälte" no filme), e depois acaricia uma imagem borrada do rosto de Elisabeth e/ou Alma.
A história principal começa quando a enfermeira Alma é escolhida para cuidar de Elisabeth Vogler, uma atriz que surtara em uma de suas apresentações - a tragédia de Sófocles,Electra - e a partir daí se isolou do mundo, permanecendo em constante silêncio. Apesar de Elizabeth ser tida como catatônica, ela reage com extremo pânico ao ver na televisão um monge budista se auto-imolando. As duas vão para uma casa da administradora do hospital. A princípio, Alma era a enfermeira que deveria acompanhar e cuidar da paciente mas desenvolve uma relação de amizade e acaba confidenciando seus segredos carnais - sua traição, sua orgia com um adolescente e seu aborto - como uma forma de quebrar o silêncio. O conflito entre as duas origina-se quando Elisabeth escreve uma carta para o hospital, revelando o segredo de Alma. Esta fica furiosa e agride verbal e fisicamente a paciente. Nessa cena o silêncio de Elisabeth se quebra e ela, com medo de morrer, grita. No decorrer do filme Alma fica em constante monólogo, porém consegue descobrir o motivo que levou ao silêncio repentino da atriz.

## Elenco
- Bibi Andersson .... Alma (enfermeira)
- Liv Ullmann .... Elisabeth Vogler (atriz)
- Margaretha Krook .... médica da clínica
- Gunnar Björnstrand .... Sr. Vogler (marido de Elisabeth)
- Jörgen Lindström .... filho de Elisabeth (não-creditado)

## Prêmios
- Guldbagge Awards - Melhor Atriz (Bibi Andersson)[carece de fontes?]
- National Society of Film Critics Awards, USA - Melhor Filme; Melhor Atriz (Bibi Andersson); Melhor Diretor (Ingmar Bergman)[carece de fontes?]
- The New York Times Guide to the Best 1,000 Movies Ever Made [4]
- Indicado ao BAFTA na categoria Melhor Atriz Estrangeira (Bibi Andersson) - 1968[carece de fontes?]